# Nasser Bourita
Nasser Bourita, né le 27 mai 1969 à Taounate, est un homme politique et diplomate marocain,  ministre des Affaires étrangères, de la Coopération africaine et des Marocains résidant à l’étranger depuis 2017,.

## Formation
Après avoir obtenu sa licence en droit public (relations internationales) de la faculté des sciences juridiques, économiques et sociales à Rabat en 1991, Nasser Bourita a eu son certificat d’études supérieures en relations internationales en 1993, et deux ans plus tard, son diplôme d’études supérieures en droit international public dans la même faculté.

## Expérience professionnelle
En 1992, il a été affecté à la direction de la coopération multilatérale au ministère des Affaires étrangères à Rabat. En 1995, il a occupé le poste du premier secrétaire à l’ambassade du Maroc à Vienne.  
En 2000, au sein du ministère des Affaires étrangères, il est nommé conseiller à la direction générale des relations multilatérales et de la coopération globale. En 2002, il y devient chef de service des organes principaux des Nations unies et cette même année, il est nommé conseiller à la mission du Maroc auprès des Communautés européennes à Bruxelles. 
En décembre 2003, Nasser Bourita est désigné chef de la division des Nations unies au ministère. Trois ans après, il devient directeur des Nations unies et des Organisations internationales. En octobre 2007 jusqu’à janvier 2009, il est chef de cabinet du ministère des Affaires étrangères et de Coopération puis est nommé ambassadeur, directeur général des relations multilatérales et de la coopération globale en mars 2009 jusqu’à août 2011. Il occupe ensuite le poste de secrétaire général du ministère des Affaires étrangères et de la Coopération,. En février 2016. Il est nommé par Mohammed VI ministre délégué auprès du ministère des Affaires étrangères et de la Coopération,.
Le 5 avril 2017, Nasser Bourita est nommé ministre des Affaires étrangères et de la Coopération internationale dans le gouvernement de Saâdeddine El Othmani. Le 9 octobre 2019, il devient ministre des Affaires étrangères, de la Coopération africaine et des Marocains résidant à l’étranger.
Nasser Bourita est considéré comme le principal artisan de l'accord de normalisation entre le Maroc et Israël.